# Odontomyia colei
Odontomyia colei är en tvåvingeart som beskrevs av James 1936. Odontomyia colei ingår i släktet Odontomyia och familjen vapenflugor. Inga underarter finns listade i Catalogue of Life.